# Urzila Carlson
Urzila Carlson (15 de febrero de 1976) es una comediante y actriz sudafricana-neozelandesa, conocida por sus monólogos y sus apariciones en programas de televisión tanto en Nueva Zelanda como en Australia. Carlson es la presentadora habitual en el programa 7 Days. Sus memorias se titulan Rolling With The Punchlines. Se refiere a sí misma como "lesbiteriana", un acrónimo de lesbiana y presbiteriana. Es presentadora habitual en la versión australiana y neozelandesa de Have You Been Paying Attention? y fue presentadora en The Masked Singer Australia para la segunda y tercera temporada del programa. En 2021, participó en la segunda temporada de Taskmaster NZ .

## Biografía
Carlson nació en 1976 en el Queen Victoria Hospital de Johannesburgo. Creció en la reserva natural de Ingwelala, al lado del Parque Nacional Kruger junto a sus dos hermanos. Sus padres se separaron cuando ella tenía 6 o 7 años. Carlson es lesbiana y lo confesó a su madre cuando tenía 24 años.
Emigró a Nueva Zelanda desde Sudáfrica en 2006 después de haber sido objeto de una serie de robos, incluido el robo de su automóvil, un robo a mano armada en el trabajo y un allanamiento en su casa. Se convirtió en ciudadana de Nueva Zelanda en 2012. Desde 2019 vive en Auckland. Se casó con su pareja Julie en 2014 y tienen un hijo y una hija.
Carlson habla inglés y afrikáans. En 2018, fue nombrada Embajadora de Turismo de Sudáfrica en Australasia.

### Carrera profesional
Su primer trabajo fue como tipógrafa para un periódico, lo que hizo durante 12 años. A la edad de 24 años, era directora de producción del periódico más grande de África, y ganó premios por diseño gráfico y retoque fotográfico.
Se pasó a la comedia en 2008, cuando tenía 32 años. Ha aparecido en los programas australianos The Project, Studio 10, Spicks and Specks, Orange Is the New Brown, Have You Been Paying Attention?, Hughesy, We Have a Problem y dos temporadas de The Masked Singer. También ha aparecido en los programas de Nueva Zelanda 7 Days, Have You Been Paying Attention? y Super City.
Carlson actuó en la Gala del Festival Internacional de Comedia de Melbourne de 2016 a 2018 y recibió el premio a la 'Mejor Comediante Femenina' en los Premios del Gremio de Comedia de Nueva Zelanda. Fue nominada al premio Helpmann a la mejor actriz de comedia en 2018.
En el 2019, apareció en Comedians of the World de Netflix.
En octubre de 2019, recibió el premio Rielly Comedy Award del Variety Artists Club of New Zealand por su contribución al entretenimiento de Nueva Zelanda.
En el 2021 participó en la segunda serie de Taskmaster NZ.